# Conyzinae
Conyzinae je podtribus glavočika, dio tribusa Astereae. Sastoji se od šest rodova, među kojima su poznatiji koniza (Conyza) ili hudoljetnica (Erigeron). Domovina vrsta ovog podtribusa su Sjeverna i Južna Amerika.

## Rodovi
1. Erigeron L. (482 spp.)
2. Aphanostephus DC. (5 spp.)
3. Apopyros G. L. Nesom (2 spp.)
4. Hysterionica Willd. (12 spp.)
5. Neja D. Don (5 spp.)
6. Leptostelma D. Don (6 spp.)